# Niàgara, 1857 (Frederic Edwin Church)
Niàgara és una obra de Frederic Edwin Church, datada l'any 1857, considerada la seva obra més important fins aquell moment, que va confirmar la seva reputació com al millor pintor estatunidenc de la seva època, pertanyent a l'anomenada Escola del Riu Hudson.

## Introducció
Al segle xix, molts artistes nord-americans van intentar representar la força i la bellesa de les Cascades del Niágara, considerades la meravella natural més important de l'Amèrica del Nord, superior a qualsevol fenomen natural d'Europa. El llenç de Church representa la perspectiva de les cascades des de la vora canadenca, a partir d'esbossos realitzats durant diverses visites realitzades l'any 1856. Church va ser el primer a representar aquest indret en una pintura a l'oli sobre llenç de gran escala, amb gran detall, naturalisme i immediatesa,  tot i que abans havia realitzat interessants obres sobre aquest tema:
- pintura a l'oli sobre paper, muntat sobre llenç: Niagara Falls, 1856; Wadsworth Atheneum, Hartford (Connecticut),[2]
- pintura a l'oli sobre paper laminat; At the Base of the American Fall, Niagara, 1856; Museu Cooper-Hewitt[3]

Posteriorment, Church va retornar a aquest tema amb una altra obra molt important:
- Niàgara des de la part estatunidenca[4]

## Anàlisi de l'obra
Signat a la part inferior dreta: F.E. Church / 1857
Aquesta gran obra sembla que va ésser realitzada entre el desembre de l'any 1856 i el gener del 1857. En aquest llenç, Church, per tal d'augmentar la il·lusió de realitat, i representar l'extensió panoràmica de l'escena, va utilitzar un format no tradicional, d'una amplada més del doble que la seva alçada. A més, va eliminar qualsevol suggeriment d'un primer pla, amb la qual cosa aconsegueix que l'espectador experimenti aquest indret com si estigués situat a la mateixa vora de les cascades. Church no mostra la vertiginosa i espectacular caiguda de la cascada, sinó que remarca la gran amplitud de la les Horseshoe Falls, i mostra millor tant el costat oposat, com la dramàtica potència de l'aigua. La presència humana només es fa palesa per la inclusió, a la part esquerra, del minúscul Terrapin Tower, la petitesa del qual accentúa la indomable força de la Natura.

## Procedència
- Venut per l'artista, l'any 1857, a Williams, Stevens & Williams, New York.
- Brown Brothers Bankers, New York.
- Venda en benefici de l'Association for Improving the Condition of the Poor, Tiffany & Co., New York, desembre 1861.
- Comprat per John Taylor Johnston, New York.
- Comprat l'any 1876 per la Corcoran Gallery of Art, Washington.
- Adquirit l'any 2014 per la National Gallery of Art.[6]